# Andreas Emmerich
Andreas Emmerich (Kilianstädten, 1737 – Kassel, 19 luglio 1809) è stato un militare e rivoluzionario tedesco.

## Biografia
Andreas Emmerich nacque a Kilianstädten, in Germania nel 1737, ed entrò successivamente al servizio nel dipartimento caccia e silvicoltura del principato di Isenburg. All'età di quasi vent'anni, nel 1756 entrò nell'esercito del langraviato d'Assia dove il conte Cristiano Luigi di Isenburg prestava servizio e con questi si recò in Inghilterra. In totale partirono dall'Assia 8 000 uomini per assistere il re d'Inghilterra nello scongiurare un temuto sbarco francese sulla costa inglese. Non essendo avvenuto il temuto sbarco, le truppe rientrarono senza nemmeno essere state schierate.
Tornato in Germania, Emmerich decise di proseguire la carriera militare e si arruolò nell'esercito prussiano, prestando servizio in vari battaglioni nella guerra dei Sette anni. Durante questo periodo ottenne il favore di diverse figure di alto rango, come Guglielmo, duca di Cumberland, il tenente generale assiano Giovanni Casimiro di Isenburg-Birstein e del principe ereditario Carlo Guglielmo Ferdinando di Brunswick-Wolfenbüttel. Attorno al 1760 ricevette il brevetto di tenente. Alla fine della guerra gli venne offerta l'opportunità di rimanere al servizio della Prussia, ma scelse invece di tornare in Inghilterra dove John Manners, marchese di Granby, gli aveva offerto l'incarico di vice sorvegliante delle foreste reali.
Allo scoppio della Rivoluzione americana, su raccomandazione di uno dei suoi mecenati, ricevette la nomina a tenente colonnello ed il permesso dal re d'Inghilterra di costituire un'unità di fanteria leggera sotto il suo comando e nome. La truppa prese parte alla Guerra d'indipendenza americana con il nome di Emmerich's Chasseurs. Si guadagnò una buona reputazione ed il rispetto dei suoi commilitoni grazie al suo costante livello di volontà ed efficienza.
Dopo la guerra d'indipendenza americana, Emmerich tornò dapprima in Inghilterra e poi in Germania. Sebbene ora avesse al seguito anche una famiglia, spesso si trovò in viaggio, e si dedicò parallelamente anche alla scrittura. Il suo saggio del 1789 dal titolo Der Partheygänger im Krieg ("La guerra partigiana"), ovvero un manuale sull'uso di truppe leggere negli attacchi corpo a corpo, fu una delle prime opere sul genere. Intorno al 1794 progettò un'autobiografia in lingua francese ripartita su cinque volumi dal titolo Histoire Memorable de la vie du tenent colonnel-anglois Andre Emmerich, ma tale progetto non venne mai completato e ne redasse solo le prime nove pagine.

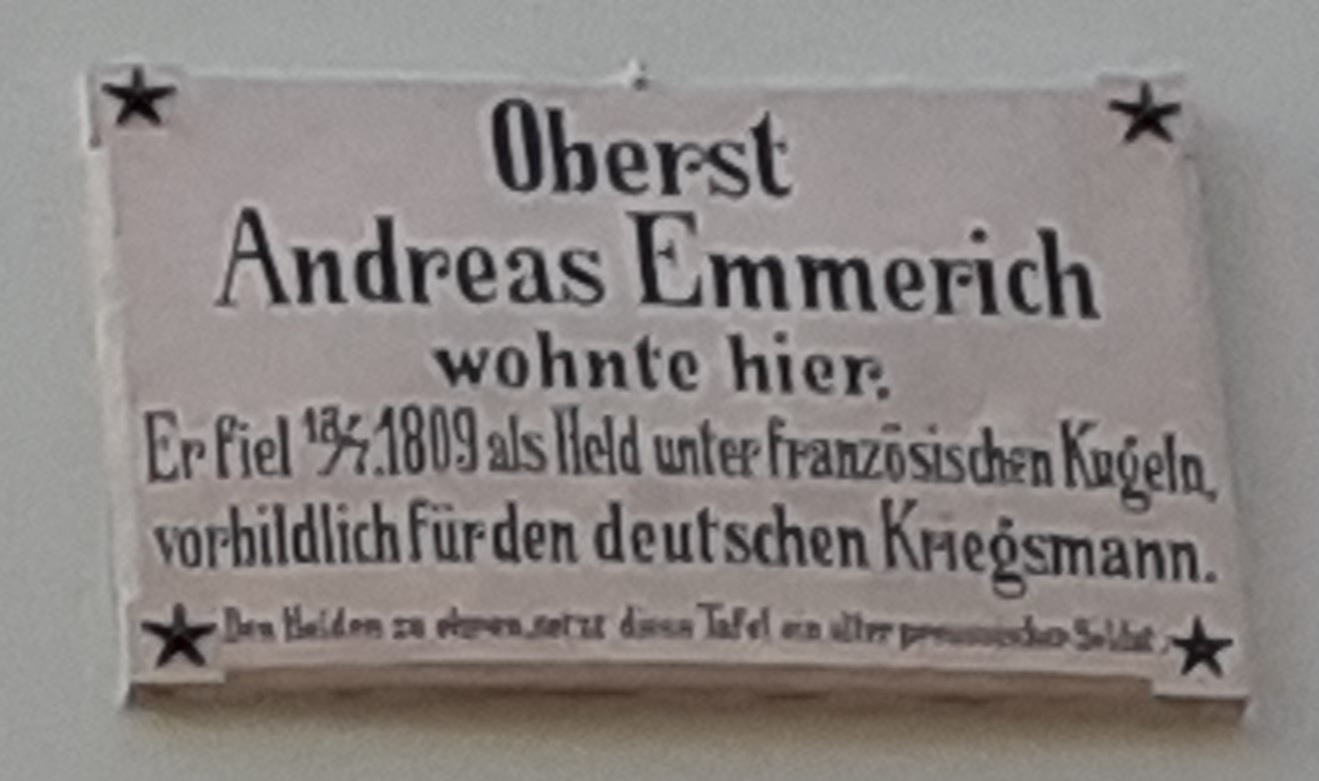
Targa commemorativa sulla casa che appartenne a Emmerich a Marburgo

Dopo l'occupazione francese dell'Assia-Kassel sotto Napoleone e l'istituzione del Regno di Vestfalia, Emmerich, che all'epoca aveva già 73 anni, fu tra i fautori di una rivolta nella sua terra natia per rovesciare il governo degli occupanti francesi. A questa rivolta presero parte però solo 150 persone scarsamente equipaggiate, per lo più ex soldati, cacciatori e contadini locali. Il 24 giugno 1809 questi marciarono comunque in direzione di Marburgo, dove riuscirono a sopraffare la guardia francese alla Barfussertor, ma la rivolta venne repressa poco dopo. Emmerich venne catturato il 2 luglio 1809 e portato a Kassel dinnanzi alla corte marziale che lo condannò a morte per fucilazione, condanna che venne eseguita presso i cancelli della città di Kassel.
Dopo la cacciata degli occupanti francesi e la fuga di re Girolamo Bonaparte nel 1813, un cittadino di Kassel di nome Prévôt piantò una quercia sopra le tombe dei martiri della rivolta nella foresta come memoriale. Una lapide ancora commemora sul luogo l'insurrezione del 1809, e a Marburgo si trova tuttora una targa commemorativa sulla casa che appartenne ad Emmerich (attualmente Barfusserstraße, 12). Inoltre nel 1910 è stata eretta una lapide commemorativa per lui e per i suoi compagni d'armi presso il Marburg Schlossberg.

## Opere
- Der Partheygänger im Kriege oder der Nutzen eines Corps leichter Truppen für eine Armee, 1789 / englisch: The Partisan in War als pdf
- Deutsche Übersetzung von Der Partheygänger im Kriege oder der Nutzen eines Corps leichter Truppen für eine Armee, 1789 / deutsch: Der Freischärler im Krieg Archiviato il 6 giugno 2021 in Internet Archive. als pdf